# La Chomette
La Chomette település Franciaországban, Haute-Loire megyében. Lakosainak száma 147 fő (2022. január 1.). La Chomette Domeyrat, Lavaudieu, Paulhaguet, Saint-Privat-du-Dragon, Salzuit és Vieille-Brioude községekkel határos.

## Népesség
A település népességének változása:
| Lakosok száma | 143  | 147  | 128  | 136  | 154  | 155  | 154  | 153  | 153  | 147  |
|               | 1968 | 1982 | 1990 | 2006 | 2013 | 2015 | 2017 | 2019 | 2020 | 2022 |